# Kalmius
Kalmius (tiếng Ukraina: Кальміус, tiếng Nga: Кальмиус) là một trong hai sông chảy qua thành phố Mariupol của tỉnh Donetsk tại Ukraina, cùng với phụ lưu Kalchik của nó. Sông Kalmius chảy vào biển Azov gần tổ hợp sản xuất thép Azovstal tại Mariupol.

## Lịch sử
Nguồn gốc của tên Kalmius còn nhiều tranh cãi, và có nhiều phiên bản khác nhau. Bản thân cái tên này được nhắc đến trong các nguồn lịch sử thời trung cổ, nhưng rõ ràng nó đến từ các bộ tộc nói nhóm ngôn ngữ Iran sinh sống trong khu vực thời cổ đại là người Scythia và người Sarmatia.
Sau khi thành lập Sich Zaporizhia, người Cossacks Ukraina bắt đầu phát triển thung lũng sông Kalmius. Kalmius được cho là tên một trại của người Cossack vào thế kỷ 16, nơi hình thành đô thị Pavlovsk, về sau đổi tên thành Mariupol.
"Đường mòn Kalmius" là một tuyến đường tập kích của người Tatar, là một trong các nhánh của "đường mòn Muravsky".
Sự gia tăng dân số Ukraina ở thung lũng sông Kalmius vào giữa thế kỷ 17 có mối liên hệ với các cuộc chiến tranh bất tận ở Đại Ukraina vì những người nông dân phải chạy trốn ở đây.
Sau một cuộc tấn công của quân Cộng hòa Nhân dân Donetsk ly khai vào tháng 8 năm 2014 trong chiến tranh tại Donbas, tại miền nam tỉnh Donetsk, sông trở thành giới tuyến giữa các lãnh thổ do Cộng hòa Nhân dân Donetsk kiểm soát ở phía đông và các lãnh thổ do chính phủ Ukraina kiểm soát nằm ở phía tây. Một đơn vị của Cộng hòa Nhân dân Donetsk được đặt tên là "lữ đoàn Kamius".

## Thông tin chung
Sông có chiều dài 209 km, diện tích lưu vực là 5.070 km². Nó bắt nguồn từ sườn phía nam của dãy núi Donetsk và chảy vào biển Azov ở thành phố Mariupol.
Đầu nguồn của Kalmius nằm ở phía nam của thành phố Yasinuvata (gần làng Mineralne có một di tích tự nhiên thủy văn "Nguồn Kalmius" - nguồn của suối Mineralny). Phần hạ lưu nằm trong ranh giới của vùng đất thấp Azov.
Ở thượng lưu và trung lưu, thung lũng sông Kalmius hầu hết là hẹp, sâu (tới 60 m), bị chia cắt do các khe núi và suối, ở hạ lưu thung lũng sông thoai thoải, rộng từ 2,5 km trở lên. Bãi bồi của sông nằm ở cả hai bờ, những nơi thung lũng thu hẹp lại thì không còn bãi bồi, chiều rộng bãi bồi từ 150 m đến 2 km.
Sông chảy quanh co, đôi khi có các ghềnh; chiều rộng của nó là từ 1-1,5 m đến 70-80 m (hạ lưu). Ở thành phố Donetsk, Kalmius chảy trong một con sông nhân tạo rộng 7 m. Độ sâu của sông là 1,5-1,7 m, độ dốc của sông là 0,91 m/km. Sông đóng băng vào giữa tháng 12, tan băng vào cuối tháng 2. Tại phần trên, Kalmius chảy theo hướng đông nam, đổi hướng sang tây nam trong huyện Starobeshev.

## Phụ lưu
- Phụ lưu hữu ngạn: Mineral'na, Balka Rozsypna, Balka Vodyans'ka, Balka Dovha, Bakhmutka, Balka Durna, Shyroka, Berestova, Komyshuvakha, Balka Khan-Tarama, Mokra Volnovakha, Dubivka, Kichiksu, Ternova, Verbova, Balka Chernecha, Chernecha Rakovata, Balka Syrota-Roma, Kal'chyk, Balka Mytropolyts'ka
- Phụ lưu tả ngạn: Balka Berestova, Bohodukhova, Balka Obetochna, Hruz'ka, Balka Verbova, Balka Karachuryna, Balka Kryva, Osykivka, Balka Rebrykova, Balka Kam'yana, Balka Karaulova, Balka Maksymova, Balka Kornyeyeva, Balka Shyroka, Balka Barbasova, Balka Vodyana, Balka Sharbashiva.

## Sử dụng
Các trạm thủy văn nằm gần làng Roszdolne (từ năm 1945) và làng Sartana (từ năm 1927). Lưu lượng dòng chảy trung bình gần làng Sartana là 8,25 m³/s. Kalmius được sử dụng để tưới tiêu, cung cấp nước công nghiệp và sinh hoạt. Trong hồ chứa nước nhân tạo có nghề nuôi cá. Sông được điều tiết bởi các hồ chứa nước, đặc biệt là hồ chứa nước Vernyokalmius được xây dựng ở thượng nguồn là một phần của khu phức hợp công trình thủy lực của kênh đào Siverskyi Donets-Donbas. Ngoài ra còn có 3 hồ chứa khác trên sông: Nyzhnyokalmius, Starobeshiv và Pavlopil.
Sông Kalmius đã được khai thông ở một số khu vực (trong 30 km); việc cải tạo các bờ sông đã được thực hiện.
Một nhánh của Khu bảo tồn Thiên nhiên Thảo nguyên Ukraina Kalmius nằm trên bờ sông Kalmius ở huyện Boykivske.
Kalmius chảy qua địa bàn của các thành phố Donetsk và Mariupol (ở cửa sông).
Kalmius có triển vọng cho du lịch đường thủy. Một đặc điểm hấp dẫn là độ rỗng thấp, vùng bờ sông không có người ở, gần Kalmius có các mỏ quặng sắt nổi lên bề mặt dọc theo dòng chảy, một phần bờ là bờ đá, cũng như sự hiện diện của các gò dọc sông, hay công trình kỷ niệm thời cổ đại (Sarseny Dokuchaevska).